# HD129160
HD129160 — подвійна зоря. 
Дана подвійна система має видиму зоряну величину в смузі V приблизно 7,7.

## Подвійна зоря
Головна зоря цієї системи належить до хімічно пекулярних зір й має спектральний клас A7.
Інша компонента має  спектральний клас F2.